# Абрамов Олександр Микитович
Олександр Микитович Абрамов (нар. 1905, Москва — пом. 1973, Москва) — радянський дипломат, надзвичайний і повноважний посол, кандидат історичних наук, професор.

## Біографія
Народився 1905 року в місті Москві (нині Росія).  Член ВКП(б). У Народному комісаріаті закордонних справ СРСР з 1944 року:
- з 1944 року по серпень 1945 року завідував V-го Європейським відділом МЗС СРСР;
- з 14 серпня 1946 року по 13 січня 1948 року — надзвичайний і повноважний посланник СРСР у Фінляндії;
- з січня 1948 року по жовтень 1949 року знову завідував V-го Європейським відділом МЗС СРСР;
- з 27 жовтня 1949 року по 12 березня 1950 року — надзвичайний і повноважний посланник СРСР у Швеції;
- з березня 1950 року — експерт-консультант V-го Європейського відділу МЗС СРСР, заступник завідувача V-го Європейського відділу МЗС СРСР;
- з серпня 1953 року — заступник завідувача ІІІ-го Європейського відділу МЗС СРСР;
- з 5 серпня 1953 року по 21 січня 1958 року — надзвичайний і повноважний посланник, згодом посол СРСР в Ізраїлі;
- з січня 1958 року по травень 1959 року — заступник завідувача Відділу країн Близького Сходу МЗС СРСР;
- з 6 травня 1959 року по 2 лютого 1962 року — надзвичайний і повноважний посол СРСР у Камбоджі та за сусісництвом з 8 жовтня 1960 року по 31 серпня 1962 року — надзвичайний і повноважний посол СРСР у Лаосі;
- з 1 листопада 1962 року по 18 січня 1964 року — надзвичайний і повноважний посол СРСР в Алжирі;
- січня 1964 року по травень 1966 року — на відповідальній роботі у центральному апараті МЗС СРСР;
- з 4 травня 1966 року по 17 серпня 1968 року — надзвичайний і повноважний посол СРСР в Дагомеї.

З 1968 року — у відставці. Помер у Москві у 1973 році. Похований у Москві.